# Vestland
Vestland – jeden z okręgów Norwegii, położony w południowo-zachodniej części kraju, nad Morzem Północnym. Został utworzony 1 stycznia 2020 roku na podstawie ustawy z 8 czerwca 2017. Obszar Vestlandu pokrywa się z obszarem zlikwidowanych okręgów Hordaland i Sogn og Fjordane, z wyjątkiem gminy Hornindal, która została zlikwidowana i włączona do gminy Volda w okręgu Møre og Romsdal. Centrami administracyjnymi okręgu są Bergen, Leikanger i Førde.
Powierzchnia Vestlandu to 34 tys. km², tym samym jest piątym pod tym względem okręgiem Norwegii. Podzielony jest na 43 gminy.